# Клайв Сінклер
Клайв Марльз Сінклер (англ. Clive Marles Sinclair, 30 липня 1940 — 16 вересня 2021) — британський підприємець і колишній власник компанії, яка 1982 року випустила мікрокомп'ютер ZX Spectrum.

## Життєпис
1986 року Клайв Сінклер пішов з комп'ютерної індустрії. З продажу компанії він отримав 5 млн фунтів стерлінгів готівкою.
Перша дружина Клайва — Енн Бріско, їх шлюб укладено 1962 року. У родині виросло троє дітей — Белінда, Кріспін і Бартоломей. Шлюб розпався 1985 року. У 2010 Сінклер одружився з Енджі Боунесс, яка на 30 років молодша.
Сінклер захоплювався грою в покер. Вважав себе атеїстом. Був членом британського підрозділу товариства Менса, а від 1980 до 1997 року — його головою. Мав статус почесного члена доктора наук Університету Бата, Велика Британія.
Попри те, що він довгі роки винаходив комп'ютери, Сінклер не користувався Інтернетом, заявляючи, що «не любить бути оточеним технікою, оскільки це відволікає його від створення винаходів». 2010 року він заявив, що взагалі не користується комп'ютером, а замість електронної пошти надає перевагу телефону.

## Компанії

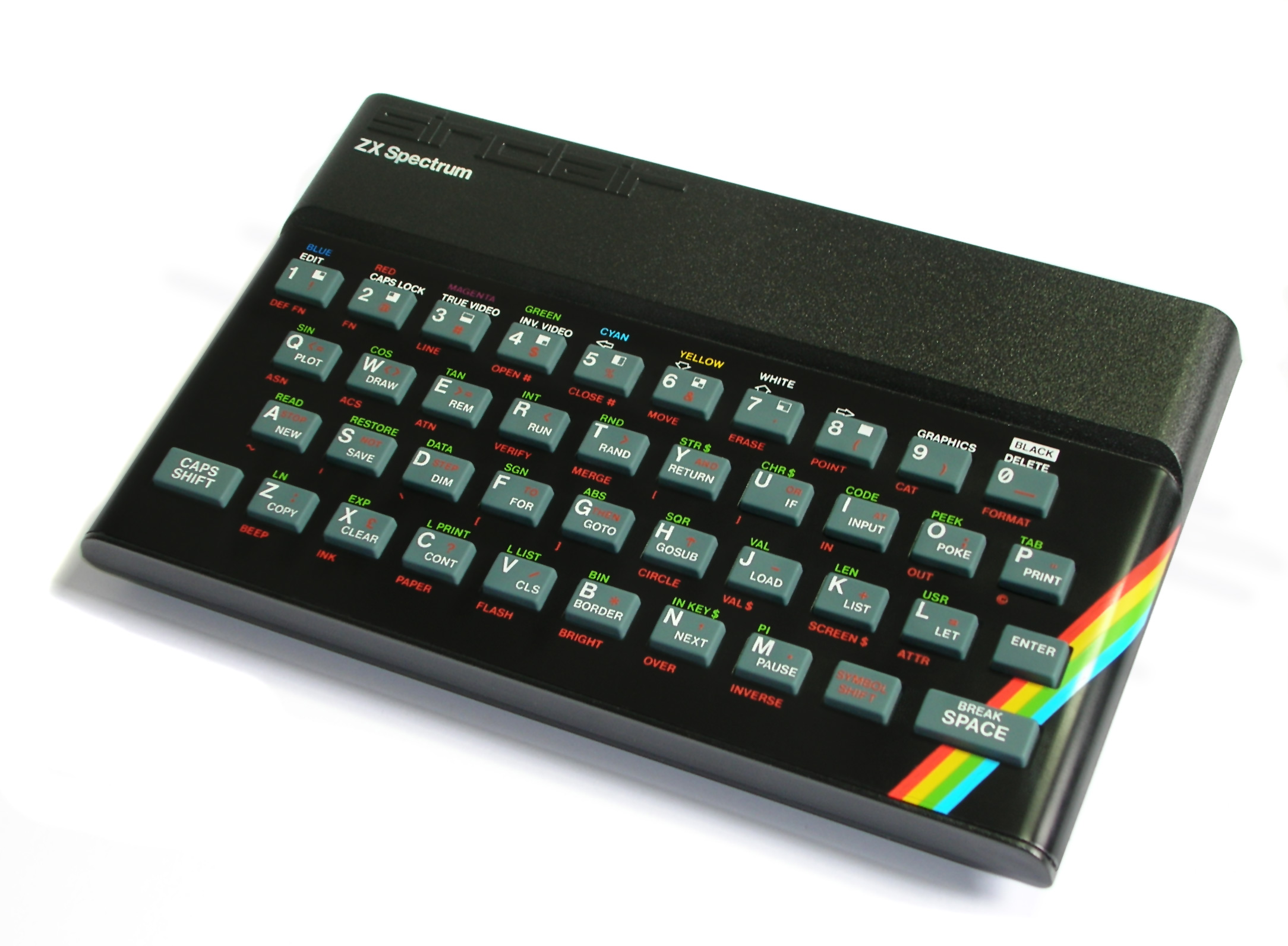
ZX Spectrum (1982)

1962 року створив Sinclair Radionics, виробляв комплекти деталей для складання радіоприймачів і підсилювачів звуку. У компанії стрімко зростала репутація піонера побутової електроніки. Від 1972 року компанія виробляє електронні годинники, портативні телевізори і інструменти.
У липні 1979 року Клайв Сінклер пішов у відставку з Sinclair Radionics і заснував компанію Sinclair Research Ltd.
Перший продукт Sinclair ZX80 надійшов у продаж у лютому 1980 року.
Комп'ютер ZX81, запущений у виробництво в березні 1981, коштував £69.95. Вироблено близько 400 000 цих пристроїв. У березні 1982 компанія отримала прибуток 8,55 млн фунтів стерлінгів за обороту 27,17 млн. Після продажу 10 % акцій компанії і роздачі 5 % акцій своїм службовцям, він зберіг 85 % акцій, що давало йому можливість приймати рішення.
Sinclair ZX Spectrum — 1982 рік. ZX Spectrum став одним з найпопулярніших комп'ютерів у Європі — за перші 17 місяців було продано більше мільйона цих машин.
Сінклер брав участь у розробці клавіатури для ZX Spectrum.
У 1982 і 1983 роках прибуток його компанії склав 13,5 млн фунтів стерлінгів, при тому, що йому належало 85 % акцій компанії. У 1983—85 роках Клайв Сінклер спонсорував різноманітні проєкти, такі, як електромобіль, плоский телевізор і нову модель комп'ютера (Sinclair QL).
У червні 1983 року за клопотанням прем'єр-міністра Великої Британії (тоді — Маргарет Тетчер) Клайва Сінклера відзначено дворянським званням з титулом «Лицар королівського Ордена».
У квітні 1986 року Сінклер закінчив кар'єру в комп'ютерній індустрії.

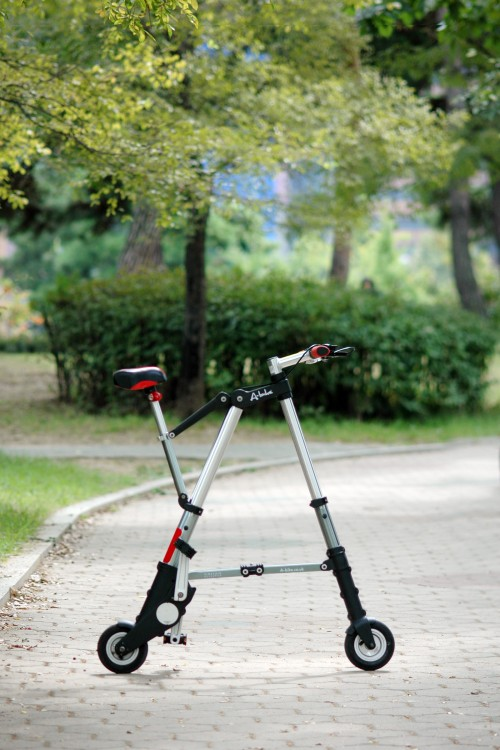
A-bike

У липні 2004 року Сінклер продемонстрував розкладний велосипед власної конструкції A-bike.